# Ramularia geranii
Ramularia geranii är en svampart som först beskrevs av Westend., och fick sitt nu gällande namn av Karl Wilhelm Gottlieb Leopold Fuckel 1870. Ramularia geranii ingår i släktet Ramularia och familjen Mycosphaerellaceae.   Inga underarter finns listade i Catalogue of Life.